# Frédéric Sanchez (homme politique)
Pour les articles homonymes, voir Frédéric Sanchez et Sanchez.
Frédéric Sanchez, né le 29 août 1961 à Oran (Algérie), est un homme politique et diplomate français, membre du Parti socialiste, ancien maire du Petit-Quevilly et président de la Métropole Rouen Normandie. En juillet 2019, il retourne à sa carrière diplomatique et quitte totalement la vie politique pour devenir Consul Général de France à Québec.

## Biographie

### Carrière professionnelle
Titulaire d'une maîtrise de philosophie, il devient professeur et enseigne de 1985 à 1997 dans les lycées de l'académie de Rouen comme au lycée Augustin-Fresnel de Bernay dans le département de l'Eure et au lycée français de Valence (en).
Diplômé de l'École nationale d'administration (promotion Averroès en 2000), il entame alors une carrière de diplomate.
Par décret du Président de la République en date du 4 juillet 2019, il est nommé consul général de France à Québec. Il prend ses fonctions au début du mois de septembre 2019 et les quitte dans le courant de l'été 2023 après avoir été remplacé par Éric Lamouroux à la mi-juin,,.

### Carrière politique
Il est élu maire du Petit-Quevilly le 25 mars 2001 et succède à François Zimeray. Il est réélu en 2008 et en 2014.
Vice-président chargé du développement durable et des coopérations territoriales de 2003 à 2012, il succède à Laurent Fabius à la tête de la CREA, qui devient le 1er janvier 2015 Métropole Rouen Normandie.
Il se consacre depuis 2008 exclusivement à ses responsabilités politiques.
Il est nommé fin 2018 président du Fonds national des aides à la pierre (FNAP).
Il démissionne de son mandat de maire du Petit-Quevilly le 25 juin 2019.
En septembre 2023, il adhère à Horizons, le parti d'Édouard Philippe. 